# Fisiología gastrointestinal
La fisiología gastrointestinal, es la rama de la fisiología que se ocupa de la función del tracto gastrointestinal. La función de este tracto es procesar los alimentos ingeridos por medios mecánicos y químicos, extraer los nutrientes y excretar los productos de desecho. Por lo que, la fisiología gastrointestinal es el conjunto de las funciones de todo el Aparato digestivo, tanto la motilidad como las secreciones. Este tracto está formado por el tubo digestivo, que va de la boca hasta el ano, así como las glándulas, sustancias químicas, hormonas y enzimas que facilitan la digestión. 
Los principales procesos que tienen lugar en el tracto gastrointestinal son: motilidad, secreción, regulación, digestión y circulación. El buen funcionamiento y la coordinación de estos procesos son vitales para mantener una buena salud, ya que permiten una digestión y absorción de nutrientes.

## Principios generales de la función gastrointestinal

### Control nervioso
El sistema nervioso que gobierna el aparato digestivo recibe el nombre de sistema entérico, y controla tanto los movimientos como las secreciones a nivel gastrointestinal. Está compuesto por los plexos submucosos o de Meissner y mientérico o de Auerbach. 
El plexo de Meissner se sitúa más próximo a la luz, emplazado en la capa submucosa de la pared, y es el de mayor importancia en la secreción, aunque también tiene un papel importante en la contracción local de las fibras musculares de la submucosa para modelar el plegamiento parietal. El plexo de Auerbach encuentra su sitio entre las capas muscular longitudinal y circular y, por su localización, es necesario para el control de la motilidad.
Para el control fino y la regulación de los plexos, estos reciben aferencias tanto del sistema nervioso simpático como del parasimpático, cuya inervación es predominante en todo el tracto gastrointestinal. El par craneal X, que ejerce función parasimpática, se extiende desde su nacimiento hasta la mitad izquierda del intestino grueso, inervando en su trayecto al esófago, estómago y páncreas. 
La porción distal del tubo digestivo, compuesta por el colon descendente, colon sigmoide, recto y ano, recibe inervación preferente del plexo parasimpático sacro que discurre junto a los nervios pélvicos. La acetilcolina, neurotransmisor de las sinapsis postganglionares de los nervios parasimpáticos, estimula la actividad secretora y de motilidad en el intestino. 
La inervación simpática proviene de los pares vertebrales que van de T5 a L2 y se extiende por todo el aparato digestivo tras reunirse en los ganglios celíacos, mesentérico superior y mesentérico inferior, de los que surgirán los axones de las neuronas postganglionares. Las terminaciones postsinápticas simpáticas secretan noradrenalina y, en una cantidad muy inferior, adrenalina, que ejercerán un potente efecto inhibidor sobre las funciones gastrointestinales. La inervación sensitiva permite captar la irritación de la mucosa, la presencia de sustancias químicas agresivas o distensiones de la capa mucosa, y producirá un efecto inhibitorio o excitatorio en función del estímulo transmitido.
Existen, por tanto, tres niveles de control de la actividad gastrointestinal: el que rigen los propios plexos entéricos sin aferencias del sistema nervioso central, las aferencias de tubo digestivo hasta los ganglios simpáticos prevertebrales y la subsiguiente respuesta inhibitoria y los reflejos que se originan por vías ascendentes hasta la médula espinal y el tronco del encéfalo.

## Flujo sanguíneo
En el aparato digestivo, la circulación cumple con dos funciones básicas: proveer oxígeno a los tejidos que lo constituyen y transferir los nutrientes absorbidos al resto del cuerpo. Esta última tarea la hace junto con la circulación linfática. 

### La irrigación gastrointestinal

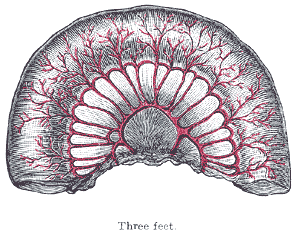
Arterias arciformes de un solo arco.

La irrigación gastrointestinal está dispuesta de una forma muy particular. Esta irrigación, está dada por un sistema de arterias arciformes.

Cada vaso arterial se divide en dos ramas, que se unen con ramas adyacentes, formando una serie de arcos (arcadas arteriales). 
Cada región es irrigada de forma directamente proporcional al grado de actividad local, como después de una comida, allí aumenta el flujo sanguíneo.

#### Algunas variaciones que aumenta el flujo sanguíneo
1)En la digestión, la mucosa del tubo digestivo libera sustancias vasodilatadoras, así como la gastrina y la secretina.
2)En la secreción las glándulas secretoras, liberan calidina y bradicinina, que son cininas vasodilatadoras muy potentes.
3)Cuando se disminuye la concentración de oxígeno en la pared intestinal, aumenta el flujo.
El flujo sanguíneo disminuye cuando el tubo digestivo está en reposo y se considera un tiempo de recuperación.
El flujo arterial a las vellosidades y su drenaje venoso siguen direcciones opuestas, aunque los vasos se encuentran muy próximos. Gracias a esta disposición vascular, la mayor parte del oxígeno sanguíneo difunde desde las arteriolas directamente hacia las vénulas
adyacentes, sin pasar siquiera por los extremos de las vellosidades. En condiciones normales, esta derivación no resulta peligrosa para las vellosidades, pero en condiciones patológicas, asociadas a una disminución importante del flujo sanguíneo intestinal como sucede en el shock circulatorio, la falta de oxígeno en los extremos de las vellosidades puede ser tan intensa que la punta o la totalidad de la vellosidad sufre una isquemia causante de su necrosis y se desintegra.
Por esta y otras razones, en muchas enfermedades gastrointestinales se observa una intensa atrofia de las vellosidades con una disminución importante de la capacidad de absorción del intestino.
La sangre aumenta su flujo, cuando los nervios parasimpáticos estimulan al estómago. Pero cuando se provoca una estimulación de los nervios simpáticos, estos provocan una vasoconstricción, lo que hace que la sangre disminuya su flujo.
La sangre venosa procedente de los órganos gastrointestinales, llega hasta el hígado por la vena porta. 
Durante la fase de absorción digestiva, la vena porta resulta enriquecida con sustancias que se absorben del aparato digestivo. El hígado transforma, utiliza o elimina estas sustancias antes de que pasen a la circulación general.
El hígado  se encarga de limpiar la sangre proveniente de la absorción intestinal, eliminando tóxicos e incluso bacterias y transformando ciertos nutrientes absorbidos en sustancias del metabolismo intermediario necesarios para que lleguen a otros órganos.

## Motilidad gastrointestinal
La deglución faríngea, inicia la función de motilidad del Aparato Digestivo.

### Motilidad esofágica
El pasaje del bolo por el primer órgano muscular, llamado esófago, desencadena la motilidad. 

## Movimientos
El tubo digestivo cuenta con dos tipos de movimientos: los propulsivos y los de mezcla.

### Propulsivos
Este movimiento produce el desplazamiento de los alimentos a lo largo de este a una velocidad adecuada para su digestión y absorción.
El movimiento básico propulsivo del tubo digestivo es el peristaltismo. La pared del tubo digestivo está compuesto con músculo liso sincitial, así que cuando haya una estimulación por parte del sistema nervioso entérico en cualquier parte del tubo, dicha estimulación producirá la aparición de un anillo de contracción. Este anillo lo que hará es hacer que la pared gastrointestinal se contraiga, el anillo se desplazará a través del tubo digestivo y moverá cualquier material que esté en él.
 
Las ondas peristálticas se mueven hacia el ano con la relajación receptora hacia abajo, esto se le conoce como ley del intestino. Nunca se ha logrado establecer la causa exacta de esta transmisión direccional del peristaltismo, aunque es probable que se deba sobre todo a la polarización del propio plexo mientérico en dirección anal. Al mismo tiempo, el intestino distal se relaja, a veces a lo largo de varios centímetros, en la llamada «relajación receptiva», lo que facilita la propulsión de los alimentos hacia el ano y no en dirección oral.
Si falta el plexo mientérico, este patrón complejo desaparece. Es por eso que para que haya un peristaltismo eficaz, se precisa un plexo mientérico activo.

### Mezcladores
En este movimiento también existen las ondas peristálticas La onda peristáltica solo podrá amasar el contenido intestinal: es decir, no lo moverá pero lo mantendrá mezclado. Los movimientos de mezcla son muy distintos en las diferentes regiones del tubo digestivo.

## Función secretora

### Saliva
Es un líquido transparente y de consistencia mucoide, que se secreta 1 litro de al día y presenta un pH de 6-7. Se genera en la boca  

#### Funciones
- Lubricación: evita lesiones en la mucosa.
- Digestión: contiene a la amilasa salival.
- Humidifica las cuerdas vocales.
- Inmunitaria: contiene a las enzimas lisozima, lactoferrina.
- Evita la formación de caries.

Es secretada por las glándulas salivales mayores (glándula parótida, submaxilar y sublingual) y las glándulas menores. 
La secreción de saliva se genera mediante estímulos: gustativos, sabor del alimento (dulce, salado, amargo y ácido) y superficie del alimento ( lisa y rugosa); olfativo,  olores agradable (aumenta la secreción) y desagradables (disminuye la secreción) ; y vista.
Esta secreción está regulada de manera nerviosa por el sistema nerviosa autónomo. El SNP aumenta la secreción de saliva abundantemente y provoca vasodilatación, y el SNS aumenta la secreción de saliva de manera leve, y en conjunto con el SNP provoca la vasoconstricción para disminuir la secreción salival.

## Digestión y absorción

### Absorción en intestino delgado
La mayoría de nutrientes que provienen de los alimentos son absorbidos por el intestino delgado para que posteriormente, mediante la circulación sistémica, puedan llegar a otras partes del cuerpo para ser almacenadas o utilizadas. 
En este órgano en específico, existen diversos tipos de células que ayudan al proceso mediante diversas funciones, tales como los enterocitos encargados directamente de la absorción.

### Absorción en el colon
Se considera el principal sitio donde se produce la absorción de agua e intercambio de electrolitos.
El colon es una unidad estructural única con dos orígenes embriológicos. El ciego y los colones derecho y transverso medio tienen origen en el intestino medio y, por lo tanto, son irrigados por la arteria mesentérica superior (AMS). El colon transverso distal, la flexura esplénica y los colones descendente y sigmoide tienen origen en el intestino posterior y reciben sangre de la arteria mesentérica inferior (AMI). Todo el colon comienza como una estructura en la línea media que rota durante el desarrollo y se une lateralmente al peritoneo posterior derecho e izquierdo.
Los mesenterios colónicos derecho e izquierdo se obliteran, fusionándose con el peritoneo posterior en estas regiones, dejando esas partes del colon cubiertas por peritoneo en las superficies lateral, anterior y medial. En cambio, los colones transverso y sigmoide están completamente cubiertos por peritoneo y se unen mediante mesenterios largos, lo que permite una gran variación en la ubicación de estas estructuras.